# 機動戦士ガンダムΖΖ外伝 ジオンの幻陽
『機動戦士ガンダムΖΖ外伝 ジオンの幻陽』（きどうせんしガンダムダブルゼータがいでん ジオンのげんよう）は、角川書店のガンダムシリーズ専門誌『ガンダムエース』で連載された漫画。
作画は森田崇。シナリオは中村浩二郎、上石神威。原作は矢立肇、富野由悠季。設定考証は小倉信也。

## 解説
アニメ『機動戦士ガンダムΖΖ』の時代を舞台にしており、テレビシリーズには登場しなかった本作オリジナルの登場人物たちの戦いを描いた、外伝作品である。
本作オリジナル設定であるラーフシステムを巡る物語を核に、「メッチャー・ムチャ率いるエゥーゴ艦隊によるアクシズ攻略作戦」のようなテレビシリーズ放映当時から存在した知名度の低い裏設定を発掘して盛り込み、これまで深く掘り下げられることの少なかった『ΖΖ』時代のガンダム世界をネオ・ジオン側の視点より描いている。また、モビルスーツバリエーションやコンピュータゲーム、他のガンダム漫画を出典としたマイナーなモビルスーツやキャラクターが数多く登場するのも見所といえる。
主人公フェアトンのキャラクター造形には、ピカレスク小説の影響が強く見られる。

## あらすじ
宇宙世紀0088年、グリプス戦役に直接介入せず戦力を温存していたアクシズはネオ・ジオンを名乗り、弱体化した地球連邦軍の隙を突いて各地のスペースコロニーを制圧していた。これが、後にハマーン戦争（第一次ネオ・ジオン抗争）と呼ばれる戦いである。
駐留軍隊長バーン・フィクゼスはサイド1のコロニー「ブリガドーン」へのネオ・ジオン艦接近を警戒するが、その艦「インドラ」の艦長フェアトン・ラーフ・アルギスは戦いの意思を見せなかった。フェアトンが大金を出してコロニー政府よりブリガドーンを買い取るとの交渉を申し出た交渉の最中、味方であるはずの連邦軍が「ティターンズ残党が潜伏している」との名目で、ブリガドーンの武力制圧を開始する。その連邦軍の指揮官と交渉し、戦わず撤退させたフェアトンは市民からの絶大な支持を受け、このコロニーをネオ・ジオンシンパへ移行させることに成功する。
その後、バーンは連邦軍が攻めてきたのはフェアトンに拘束された連邦軍高官の愛人リア・ウィンディ少佐を救出するためであり、すぐに撤退したのは交渉の中で彼女を無事に帰還させると暗に匂わせたからだったという、裏の事情を知らされる。激昂するバーンに、フェアトンは自身の「太陽を掴む」野望を見せ、計画を成し遂げるための同志になれと誘うのだった。

## 登場人物

### アクシズ
フェアトン・ラーフ・アルギス
28人兄弟のアルギス家の跡取り。通称「十億（ビリオン）のフェアトン」。直径10万キロの超巨大太陽発電システム「ラーフ・システム」を作り上げることを目的とし、その完成のため地球圏制覇を企むハマーン・カーンを利用しようとする。バーンをアクシズに誘った。座乗艦はエンドラ級巡洋艦「インドラ」。乗機は銀色の専用のカプール。
バーン・フィクゼス
通称「黒熊のバーン」。元エゥーゴのブリガドーン駐留軍MS隊長（階級は大尉）だが、フェアトンの要請を受けラーフ・システム完成に協力する。アクシズへ移籍してからは、インドラのMS隊長を務める。乗機はリック・ディアスからドライセンに乗り換える。
カイゼル
旧ジオン派のザビ家恩顧の老臣。摂政に君臨するハマーンを打倒するためフェアトンに接触するが、逆に利用され暗殺される。

### エゥーゴ
ケイ・キリシマ
キリシマ突撃中隊隊長で、階級は大尉。乗機はΖII。アクシズ攻略を任されたメッチャーが作戦遂行の要と期待するMSパイロット。
メッチャー・ムチャ
『機動戦士ガンダムΖΖ』に登場するキャラクター。宇宙世紀0088年10月、ハマーン不在を見計らったアクシズ攻略作戦の艦隊司令官を担当する。座乗艦はアイリッシュ級戦艦マスタッシュ。

### カラバ
スパルナ・キャリバン大尉
ニューヤーク支部第12MS中隊隊長。乗機は陸戦用百式改。
ネオ・ジオンによるニューヤーク攻略作戦の際に、リア少佐と共に脱出を試みるもフェアトンに敗北し捕虜となる。

### 地球連邦軍
リア・ウィンディ少佐
広報情報局所属でホワイト将軍の愛人。色香を武器とし、上昇志向と自己保身に長けた狡猾な女性。フェアトンの出自の秘密を握っている。
ヨハン・ウィステリア大佐
艦隊司令官。リア少佐に関わったために、たびたび軍規違反を重ねることとなり更迭される。
ホワイト将軍
『機動戦士ガンダムΖΖ』に登場するキャラクター。コンペイトウ鎮守府にて、愛人であるリア少佐救出命令を下す。

### ティターンズ
エンケラドゥス・ガイスト少佐
サイド7グリプス1守備隊隊長。通称「猟犬」で、グリプス戦役の際にバーンと戦った過去があった。
ジオン残党、すなわちフェアトンたちアクシズを討つために創設されたティターンズの一員でありながら、フェアトンが味方に引き込みたいと望む人材。
当初はティターンズ当初の理念に忠実でフェアトン達にも敵意を向けており、味方になれば新型モビルスーツ「ズサ」の提供を提示されても同意するつもりはなかった。しかし、部下全員がそんなエンケラドゥスの心情を察しており、彼の為に全員「玉砕」するつもりであることを知ると一転して「部下を自分の意地に巻き込むのは愚の骨頂」として協力を受託した。
しかし、エゥーゴとの交戦中に部下の乗る脱出艇を庇い戦死してしまう。彼の部下たちはエンケラドゥスの死に報いるため、エゥーゴとの抗戦を望み、フェアトン主導でティターンズ残党はネオ・ジオンに迎合することになる。
パミル・マクダミル
漫画『機動戦士ガンダム クライマックスU.C. 紡がれし血統』に登場するキャラクター。
サイド7グリプス1守備隊所属。エンケラドゥス少佐の死に報いるため、他の同僚とともにフェアトンへの協力を志願する。

## 登場兵器
アクシズ
- AMX-109 カプール
フェアトンの乗機で、機体は銀色に塗装されている。本来は水中戦用の機体だが、フェアトン機は宇宙でも使用されている。
- AMX-009 ドライセン
アクシズへ移籍してからのバーンの乗機で、機体はドムカラーに塗装されている。のちに腕部ビームキャノンを実弾仕様に換装する。
- AMX-003 ガザC
- AMX-006 ガザD
- AMX-101 ガルスJ
- AMX-102 ズサ
- AMX-104 R・ジャジャ
- AMX-107 バウ
- RMS-106 ハイザック
- AMX-117R ガズアル
- AMX-117L ガズエル
- AMX-015 ゲーマルク
- MS-14J リゲルグ
強化後のマシュマー・セロの乗機で、新兵だった頃の訓練で使い慣れた機体を再び使用している。
- MP-02A オッゴ
- ドップII

エゥーゴ
- RMS-099 リック・ディアス
- RMS-099S+D Defenser スーパー・ディアス
- RX-178 ガンダムMk-II
- MSA-003 ネモ
- MSA-005 メタス
ビーム拡散用ミサイルを装備。機体は通常機とは異なるカラーで塗装されている。
- MSN-00100 百式
- MSZ-006 Ζガンダム
- MSZ-008 ΖII
- MSZ-010 ΖΖガンダム

カラバ
- MSA-005K ガンキャノン・ディテクター
- MSK-100S 陸戦用百式改（重装型）
- MSS-009 ジェモ
- RGM-79R ジムII

地球連邦軍
- RGM-86R ジムIII

ティターンズ
- RMS-106 ハイザック
- RMS-108 マラサイ

## 書誌情報
角川コミックス・エース（角川書店）から、コミックスが2008年10月に上下巻同時発売された。
- 『機動戦士ガンダムΖΖ外伝 ジオンの幻陽』上 （ISBN 978-4-04-715113-0）
- 『機動戦士ガンダムΖΖ外伝 ジオンの幻陽』下 （ISBN 978-4-04-715114-7）